# Алекс Кингстон
Александра Елизабет Кингстон (енгл. Alexandra Elizabeth Kingston; Епсом, 11. март 1963) је британска глумица. Кингстонова је најпознатији по улогама др Елизабет Оливет у серији Ургентни центар и Ривер Сонг у научно-фантастичној серији Доктор Ху.